# Biblioteca Adelphi
La Biblioteca Adelphi è una collana editoriale dell'editore Adelphi, fondata nel 1965 a Milano da Luciano Foà e Roberto Olivetti. La prima uscita fu il libro L'altra parte di Alfred Kubin. La collana è stata guidata da Roberto Calasso fino alla sua morte, avvenuta nel 2021.
Con una media di un titolo al mese, ha pubblicato 770 volumi di vario genere finora, di cui solo un centinaio di scrittori italiani. Gli altri volumi sono prevalentemente traduzioni di opere scritte in oltre 30 lingue straniere e l’importazione in Italia di tali testi e autori si deve maggiormente all'editore. Adelphi è stata in grado di introdurre nomi poco noti nel panorama mondiale, rivelatisi poi di grande influenza sulla cultura contemporanea.
La Biblioteca Adelphi si contraddistingue per un carattere di apertura totale verso tutti i generi, verso ogni specie di autore, dal giovane e ignoto scrittore vivente fino all'autore anonimo, oscuro e remoto, perché pubblicare "libri unici"” all'interno di una collana serve a dar loro un supporto che li tenga insieme pur nelle loro disparate fisionomie.
Romanzi, saggi, autobiografie, opere teatrali vengono scelti secondo un fondamentale criterio: la profondità dell'esperienza da cui nascono e di cui sono viva testimonianza.
I libri della collana Biblioteca Adelphi si distinguono inoltre per il loro aspetto. Si presentano con una copertina di carta opaca con colori che esplorano le varie gamme di toni intermedi; la scritta "Biblioteca Adelphi" è posta su una striscia superiore nera e sottostante ad essa si trova una cornice che introduce un elemento essenziale: l'immagine, ovvero l'equivalente del testo in una singola figura.

## Volumi pubblicati

### 1965
- 1. Alfred Kubin, L'altra parte
- 2. Edmund Gosse, Padre e figlio
- 3. Jan Potocki, Manoscritto trovato a Saragozza

### 1966
- 4. Antonin Artaud, Al paese dei Tarahumara e altri scritti
- 5. Zeami Motokiyo, Il segreto del Teatro Nō
- 6. Elena Croce, L'infanzia dorata e Ricordi familiari
- 7. Edwin A. Abbott, Flatlandia
- 8. Georg Groddeck, Il libro dell'Es
- 9. Ricardo Güiraldes, Don Segundo Sombra
- 10. Ignazio di Loyola, Il racconto del Pellegrino
- 11. Vita di Milarepa, a cura di Jacques Bacot

### 1967
- 12. Jiří Langer, Le nove porte
- 13. Matthew P. Shiel, La nube purpurea
- 14. Ludwig Wittgenstein, Lezioni e conversazioni sull'etica, l'estetica, la psicologia e la credenza religiosa
- 15. Konrad Lorenz, L'anello di Re Salomone

### 1968
- 16. Wassily Kandinsky, Punto, linea, superficie
- 17. John G. Neihardt, Alce Nero parla
- 18. Christopher Burney, Cella d'isolamento
- 19. René Daumal, Il Monte Analogo
- 20. Eugène N. Marais, L'anima della formica bianca

### 1969
- 21. Alfred Jarry, Essere e vivere
- 21*. Alfred Jarry, La candela verde
- 21**. Alfred Jarry, I giorni e le notti
- 22. Antonin Artaud. Eliogabalo o l'anarchico incoronato
- 23. Friedrich Nietzsche, Ecce homo
- 24. William Carlos Williams, Nelle vene dell'America
- 25. Ernst Bernhard, Mitobiografia
- 26. Giorgio Colli, Filosofia dell'espressione
- 27. Il libro degli Eroi, a cura di Georges Dumézil
- 28. James Stephens, La pentola dell'oro

### 1970
- 29. Alfred Lichtenstein, Storie di Kuno Kohn
- 30. Hugo von Hofmannsthal, Andrea o I ricongiunti
- 31. Robert Walser, Jakob von Gunten
- 32. Mário de Andrade, Macunaíma

### 1971
- 33. Leonora Christina Ulfeldt, Memorie dalla Torre Blu
- 34. Wú Chéng'ēn, Lo Scimmiotto

### 1972
- 35. Frank Wedekind, Lulu
- 36. Mario Brelich, Il sacro amplesso
- 37. Sergio Solmi, Meditazioni sullo Scorpione
- 38. Karl Kraus, Detti e contraddetti
- 39. Marcel Schwob, Vite immaginarie
- 40. Anonimo russo, La via di un pellegrino
- 41. Il Libro di Giobbe, a cura di Guido Ceronetti
- 42. August Strindberg, Inferno
- 43. Adolf Loos, Parole nel vuoto

### 1973
- 44. W.B. Yeats, Una visione
- 45. William Henry Hudson, La Terra Rossa
- 46. Tao tê ching, a cura di J.J.L. Duyvendak
- 47. J. R. R. Tolkien, Lo hobbit
- 48. Franz Kafka, Il processo
- 49. Jaime de Angulo, Racconti indiani

### 1974
- 50. Ödön von Horváth, Teatro popolare
- 51. Sergio Solmi, Poesie complete
- 52. Jules Renard, Lo scroccone
- 53. Roberto Calasso, L'impuro folle
- 54. Joseph Roth, La cripta dei cappuccini
- 55. Giorgio Colli, Dopo Nietzsche
- 56. William Henry Hudson, Un mondo lontano

### 1975
- 57. Mario Brelich, L'opera del tradimento
- 58. Il Cantico dei Cantici, a cura di Guido Ceronetti
- 59. Arthur Schnitzler, Il ritorno di Casanova
- 60. Kenkō, Momenti d'ozio
- 61. Sturluson Snorri, Edda
- 62. Artemidoro, Il libro dei sogni
- 63. Gerald Durrell, La mia famiglia e altri animali

### 1976
- 64. Joseph Roth, Fuga senza fine
- 65. Bhagavadgītā, a cura di Anne-Marie Esnoul
- 66. Vasilij Rozanov, Foglie cadute
- 67. Carlo Collodi, I racconti delle fate
- 68. Georg Groddeck, Lo scrutatore d'anime

### 1977
- 69. Joseph Roth, La milleduesima notte
- 70. Alberto Savinio, Nuova enciclopedia
- 71. Georges I. Gurdjieff, Incontri con uomini straordinari
- 72. Robert Walser, I fratelli Tanner
- 73. John Aubrey, Vite brevi di uomini eminenti
- 74. Theodore Francis Powys, Gli dèi di Mr. Tasker
- 75. Joseph Roth, Giobbe
- 76. Aleksandr Zinov'ev, Cime abissali, I

### 1978
- 77. Karen Blixen, Sette storie gotiche
- 78. Hugo von Hofmannsthal, La torre
- 79. Alberto Savinio, Il signor Dido
- 80. Elias Canetti, La provincia dell'uomo
- 81. Emanuel Carnevali, Il primo dio
- 82. Filostrato, Vita di Apollonio di Tiana
- 83. Joseph Roth, Il profeta muto
- 84. Aleksandr Zinov'ev, Cime abissali, II

### 1979
- 85. Salvatore Satta, Il giorno del giudizio
- 86. Fernando Pessoa, Una sola moltitudine, I
- 87. Blaise Cendrars, Rapsodie gitane
- 88. Aśvaghoṣa, Le gesta del Buddha (Buddhacarita, canti I-XIV)
- 89. Michail Prišvin, Ginseng
- 90. Joseph Roth, Tarabas
- 91. Max Stirner, L'unico e la sua proprietà

### 1980
- 92. Djuna Barnes, La passione
- 93. Ihara Saikaku, Cinque donne amorose
- 94. Karen Blixen, Racconti d'inverno
- 95. Elias Canetti, La lingua salvata
- 96. Ludwig Wittgenstein, Pensieri diversi
- 97. Erik Satie, Quaderni di un mammifero
- 98. Colette, Il puro e l'impuro
- 99. Mario Praz, Voce dietro la scena. Un'antologia personale
- 100. Hugo von Hofmannsthal, Il libro degli amici
- 101. Robert Kirk, Il regno segreto
- 102-103. Karl Kraus, Gli ultimi giorni dell'umanità

### 1981
- 104. Nachman di Breslav, La principessa smarrita
- 105. Kay Ka'us ibn Iskandar, Il libro dei consigli
- 106. E.M. Cioran, Squartamento
- 107. J. R. Ackerley, Mio padre e io
- 108. Peter Altenberg, Favole della vita
- 109. Salvatore Satta, La veranda
- 110. Il Libro del profeta Isaia, a cura di Guido Ceronetti
- 111. Czesław Miłosz, La mente prigioniera
- 112. Mervyn Peake, Tito di Gormenghast
- 113. Colette, Il mio noviziato
- 114. Elias Canetti, Auto da fé
- 115. Joseph Roth, Il mercante di coralli
- 116. Elias Canetti, Massa e potere

### 1982
- 117. Bruce Chatwin, In Patagonia
- 118. Simone Weil, Quaderni, I
- 119. Alberto Savinio, Palchetti romani
- 120. Elias Canetti, Il frutto del fuoco
- 121. Zhuāng-zi, a cura di Liou Kia-hway
- 122. Robert Walser, Storie
- 123. Mario Praz, Il mondo che ho visto
- 124. Johannes Urzidil, L'amata perduta
- 125. Karen Blixen, Ultimi racconti
- 126. Joseph Roth, Confessione di un assassino

### 1983
- 127. Czesław Miłosz, Poesie
- 128. Elias Canetti, Le voci di Marrakech
- 129. Roberto Calasso, La rovina di Kasch
- 130. Amos Tutuola, La mia vita nel bosco degli spiriti
- 131. Alexander Lernet-Holenia, Marte in Ariete
- 132. Norman Douglas, Biglietti da visita
- 133. Djuna Barnes, La foresta della notte
- 134. Heinrich Zimmer, Il re e il cadavere
- 135. Joseph Roth, Romanzi brevi (La tela di ragno - Hotel Savoy - La ribellione - Il peso falso)

### 1984
- 136. Roberto Bazlen, Scritti
- 137. Alberto Savinio, Ascolto il tuo cuore, città
- 138. Fernando Pessoa, Una sola moltitudine, II
- 139. I Vangeli gnostici, a cura di Luigi Moraldi
- 140. Sergei Timofeevič Aksakov, Cronaca di famiglia
- 141. Elias Canetti, La coscienza delle parole
- 142. Leonora Carrington, Il cornetto acustico
- 143. E.M. Cioran, La tentazione di esistere
- 144. Marina Cvetaeva, Il poeta e il tempo
- 145. Henri Michaux, Brecce
- 146. Alexander Lernet-Holenia, Il conte di Saint-Germain
- 147. Alberto Savinio, Narrate, uomini, la vostra storia
- 148. Kenneth Grahame, L'età d'oro

### 1985
- 149. René Daumal, La Gran Bevuta
- 150. Aśvaghoṣa, Nanda il Bello
- 151. Il Libro dei Salmi, a cura di Guido Ceronetti
- 152. Vladislav Chodasevič, Necropoli
- 153. Frederic Prokosch, Voci
- 154. Robert Walser, Vita di poeta
- 155. Simone Weil, Quaderni, II
- 156. Czesław Miłosz, La mia Europa
- 157. James Stephens, I semidei
- 158. Karen Blixen, I vendicatori angelici
- 159. Georges Simenon, Le finestre di fronte
- 160. Paul Valéry, Quaderni, I
- 161. Elias Canetti, Il gioco degli occhi
- 162. Nezāmī, Leylâ e Majnûn

### 1986
- 163. Guido Ceronetti, Come un talismano
- 164. René Daumal, La conoscenza di sé
- 165. Iosif Aleksandrovič Brodskij, Poesie
- 166. Jonathan Spence, Imperatore della Cina
- 167. Ernst Jünger, Un incontro pericoloso
- 168. Frederic Prokosch, Gli asiatici
- 169. Georges Simenon, L'uomo che guardava passare i treni
- 170. Avvakum, Vita dell'arciprete Avvakum scritta da lui stesso, a cura di Pia Pera
- 171. Alexander Lernet-Holenia, La resurrezione di Maltravers
- 172. Joseph Roth, Zipper e suo padre
- 173. Paul Valéry, Quaderni, II
- 174. Oliver Sacks, L'uomo che scambiò sua moglie per un cappello

### 1987
- 175. Giorgio Manganelli, Hilarotragoedia
- 176. Georges Simenon, Pedigree
- 177. Georges Dumézil, «… Il monaco nero in grigio dentro Varennes»
- 178. Félix Vallotton, La vita assassina
- 179. Martin Buber, Confessioni estatiche
- 180. Iosif Aleksandrovič Brodskij, Fuga da Bisanzio
- 181. Le Apocalissi gnostiche, a cura di Luigi Moraldi
- 182. Leo Perutz, Il marchese di Bolibar
- 183. Cristina Campo, Gli imperdonabili
- 184. Karen Blixen, Lettere dall'Africa 1914-1931
- 185. Herman Melville, Moby Dick
- 186. Elias Canetti, Il cuore segreto dell'orologio
- 187. Oliver Sacks, Risvegli
- 188. Henri-Pierre Roché, Jules e Jim
- 189. Joseph Roth, La marcia di Radetzky
- 190. Iosif Aleksandrovič Brodskij, Il canto del pendolo

### 1988
- 191. Giacomo Leopardi e Monaldo Leopardi, Il Monarca delle Indie. Corrispondenza
- 192. Georges Simenon, Il testamento Donadieu
- 193. Vasilij Rozanov, Da motivi orientali
- 194. Eduard von Keyserling, Principesse
- 195. Paul Valéry, Quaderni, III
- 196. Edward Dahlberg, Poiché ero carne
- 197. Alberto Savinio, Casa «la Vita»
- 198. Bruce Chatwin, Le vie dei canti
- 199. John McPhee, Il Formidabile Esercito Svizzero, La Place de la Concorde Suisse
- 200. Roberto Calasso, Le nozze di Cadmo e Armonia
- 201. Marina Cvetaeva, Il paese dell'Anima. Lettere 1909-1925
- 202. Glenn Gould, L'ala del turbine intelligente
- 203. Henri-Pierre Roché, Le due inglesi e il continente
- 204. Antonin Artaud, Van Gogh il suicidato della società

### 1989
- 205. Nina Berberova, Il corsivo è mio
- 206. Giorgio Manganelli, Agli dèi ulteriori
- 207. Isaiah Berlin, Impressioni personali
- 208. Benedetto Croce, Vite di avventure, di fede e di passione
- 209. Frederic Prokosch, Il manoscritto di Missolungi
- 210. Alexander Lernet-Holenia, Lo stendardo
- 211. Bhartṛhari, Sulla saggezza mondana, sull'amore e sulla rinuncia
- 212. Vita privata del maresciallo di Richelieu, a cura di Benedetta Craveri
- 213. Il libro del Signore di Shang, a cura di J.J.L. Duyvendak
- 214. Georges Simenon, Hotel del ritorno alla natura
- 215. Marina Cvetaeva, Deserti luoghi. Lettere 1925-1941
- 216. Gregory Bateson e Mary Catherine Bateson, Dove gli angeli esitano

### 1990
- 217. Sylvia Townsend Warner, Lolly Willowes o l'amoroso cacciatore
- 218. Paul Valéry, Quaderni, IV
- 219. Daniil Charms, Casi
- 220. Pietro Citati, Goethe
- 221. Oliver Sacks, Vedere voci
- 222. Bruce Chatwin, Che ci faccio qui?
- 223. Willa Cather, Una signora perduta
- 224. Benedetto Croce, Storie e leggende napoletane
- 225. Georges Simenon, Lettera al mio giudice
- 226. Sto, I cavoli a merenda
- 227. Gottfried Benn, Pietra, verso, flauto
- 228. Guido Ceronetti, La pazienza dell'arrostito
- 229. Robert Louis Stevenson, L'isola del tesoro
- 230. Karen Blixen, Carnevale e altri racconti postumi

### 1991
- 231. Leonardo Sciascia, Nero su nero
- 232. Hugo von Hofmannsthal, L'ignoto che appare
- 233. Marianne Moore, Le poesie
- 234. Leo Perutz, Il cavaliere svedese
- 235. Johan Turi, Vita del lappone
- 236. Vladimir Nabokov, Il dono
- 237. Oliver Sacks, Su una gamba sola
- 238. Lev Šestov, Sulla bilancia di Giobbe
- 239. Cristina Campo, La Tigre Assenza
- 240. Georges Simenon, La neve era sporca
- 241. Roberto Calasso, I quarantanove gradini
- 242. Joseph Roth, Destra e sinistra
- 243. E.M. Cioran, L'inconveniente di essere nati
- 244. Sto, Storie di cantastorie
- 245. I Ching. Il libro dei mutamenti, a cura di Richard Wilhelm

### 1992
- 246. Flann O'Brien, Il terzo poliziotto
- 247. Elémire Zolla, Uscite dal mondo
- 248. Rainer Maria Rilke, I quaderni di Malte Laurids Brigge
- 249. Groucho Marx, Le lettere
- 250. Fozio, Biblioteca
- 251. C.S. Lewis, Lontano dal pianeta silenzioso
- 252. Miloš Crnjanski, Migrazioni, I
- 253. Vladimir Nabokov, La veneziana e altri racconti
- 254. Leo Perutz, Tempo di spettri
- 255. Gottfried Benn, Lo smalto sul nulla
- 256. Jonathan Spence, L'enigma di Hu
- 257. Georges Simenon, La Marie del porto
- 258. Benedetto Croce, I teatri di Napoli
- 259. Vladimir Nabokov, La vera vita di Sebastian Knight
- 260. Giorgio Manganelli, Il presepio
- 261. Rudolf Borchardt, Il giardiniere appassionato

### 1993
- 262. Giovanni Macchia, Il teatro delle passioni
- 263. Alberto Savinio, Achille innamorato
- 264. Simone Weil, Quaderni, IV
- 265. Tommaso Landolfi, Un amore del nostro tempo
- 266. Ingeborg Bachmann, Letteratura come utopia
- 267. Zbigniew Herbert, Rapporto dalla Città assediata
- 268. Flann O'Brien, Una pinta d'inchiostro irlandese
- 269. Mark Twain, In cerca di guai
- 270. Johannes Urzidil, Trittico praghese
- 271. Robert Byron, La via per l'Oxiana
- 272. Giorgio Manganelli, Nuovo commento
- 273. Kālidāsa, Il riconoscimento di Sakùntala
- 274. Alberto Arbasino, Fratelli d'Italia
- 275. Elias Canetti, La tortura delle mosche
- 276. Hugo von Hofmannsthal e Richard Strauss, Epistolario
- 277. Georges Simenon, La vedova Couderc
- 278. Vladimir Nabokov, Lolita
- 279. Fernando Pessoa, Poesie di Álvaro de Campos

### 1994
- 280. Nikolaj Leskov, Il viaggiatore incantato
- 281. Elémire Zolla, Lo stupore infantile
- 282. Tommaso Landolfi, Ombre
- 283. Ludvig Holberg, Il viaggio sotterraneo di Niels Klim
- 284. W.B. Yeats, Autobiografie
- 285. Benedetto Croce, La Poesia
- 286. Giorgio Manganelli, Il rumore sottile della prosa
- 287. Nina Berberova, Le feste di Billancourt
- 288. Alexander Lernet-Holenia, L'uomo col cappello
- 289. Paul Valéry, Sguardi sul mondo attuale
- 290. Georges Simenon, Il borgomastro di Furnes
- 291. Alfred Polgar, Piccole storie senza morale
- 292. Milan Kundera, I testamenti traditi
- 293. Ernst Jünger, Il libro dell'orologio a polvere
- 294. Vladimir Nabokov, Intransigenze
- 295. Giambattista Basile, Il racconto dei racconti
- 296. C.S. Lewis, Perelandra
- 297. Joseph Roth, I cento giorni

### 1995
- 298. Varlam Šalamov, I racconti della Kolyma
- 299. Sergio Quinzio, Mysterium iniquitatis
- 300. Silvio D'Arzo, All'insegna del Buon Corsiero
- 301. Tommaso Landolfi, Racconto d'autunno
- 302. Serena Vitale, Il bottone di Puškin
- 303. Palinuro, La tomba inquieta
- 304. Flann O'Brien, L'archivio di Dalkey
- 305. Oliver Sacks, Un antropologo su Marte
- 306. Madame de Staal-Delaunay, Memorie
- 307. E.M. Cioran, La caduta nel tempo
- 308. Giorgio Manganelli, Centuria. Cento piccoli romanzi fiume
- 309. Richard Cobb, Tour de France
- 310. Apollodoro, Biblioteca
- 311. Rudolf Borchardt, L'amante indegno
- 312. Georges Simenon, La morte di Belle
- 313. Joseph Roth, Museo delle cere
- 314. Louis Ginzberg, Le leggende degli ebrei, I
- 315. Mario Praz, La casa della vita

### 1996
- 316. Evelyn Waugh, Quando viaggiare era un piacere
- 317. La grande razzia, a cura di Melita Cataldi
- 318. T.E. Lawrence, Lo stampo
- 319. Adrien Baillet, Vita di Monsieur Descartes
- 320. Alberto Arbasino, L'Anonimo lombardo
- 321. Bruce Chatwin, Anatomia dell'irrequietezza
- 322. Georges Simenon, Turista da banane
- 323. Claudio Eliano, Storia varia
- 324. Arthur Schnitzler, La piccola commedia
- 325. Roberto Calasso, Ka
- 326. Giorgio Manganelli, La notte
- 327. Vladimir Nabokov, Re, donna, fante
- 328. E.M. Cioran, Sommario di decomposizione
- 329. Andrej Platonov, Mosca felice
- 330. Elias Canetti, La rapidità dello spirito
- 331. Iosif Aleksandrovič Brodskij, Poesie italiane

### 1997
- 332. La cena segreta. Trattati e rituali catari, a cura di Francesco Zambon
- 333. Nina Berberova, Dove non si parla d'amore e altri racconti
- 334. Vladislav Vančura, Il cavalier bandito e la sposa del cielo
- 335. Thomas Mann, Considerazioni di un impolitico
- 336. Oliver Sacks, L'isola dei senza colore
- 337. Leo Frobenius, Fiabe del Kordofan
- 338. Georges Simenon, I fantasmi del cappellaio
- 339. Jean Genet, Il funambolo e altri scritti
- 340. Bert Hölldobler e Edward O. Wilson, Formiche. Storia di un'esplorazione scientifica
- 341. Robert McAlmon, Vita da geni
- 342. James Hillman, Il codice dell'anima
- 343. Ernst Jünger, Foglie e pietre
- 344. Novalis, Enrico di Ofterdingen
- 345. Wystan Hugh Auden, Un altro tempo
- 346. Louis Ginzberg, Le leggende degli ebrei, II
- 347. Jorge Luis Borges, Storia dell'eternità
- 348. Jorge Luis Borges, Storia universale dell'infamia
- 349. Nonno di Panopoli, Le Dionisiache, vol. I (Canti 1-12)
- 350. Groucho Marx, Groucho e io

### 1998
- 351. Tommaso Landolfi, Rian va
- 352. Cristina Campo, Sotto falso nome
- 353. Benjamin Constant, La mia vita
- 354. Giorgio Manganelli, Dall'inferno
- 355. Gottfried Benn, Romanzo del fenotipo
- 356. Leonardo Sciascia, Cruciverba
- 357. Wisława Szymborska, Vista con granello di sabbia. Poesie 1957-1993
- 358. Sándor Márai, Le braci
- 359. La nube della non conoscenza, a cura di Piero Boitani
- 360. Georges Simenon, Tre camere a Manhattan
- 361. Vladimir Nabokov, Pnin
- 362. Jorge Luis Borges, Testi prigionieri
- 363. Iosif Aleksandrovič Brodskij, Dolore e ragione
- 364. E.M. Cioran, Al culmine della disperazione
- 365. Miloš Crnjanski, Migrazioni, II
- 366. Jorge Luis Borges, L'Aleph
- 367. Sylvia Plath, Diari

### 1999
- 368. Wystan Hugh Auden, La mano del tintore
- 369. C.S. Lewis, Quell'orribile forza
- 370. V.S. Naipaul, Un'area di tenebra
- 371. Nonno di Panopoli, Le Dionisiache, vol. II (Canti 13-24)
- 372. William Faulkner, Le palme selvagge
- 373. Sándor Márai, L'eredità di Eszter
- 374. Jorge Luis Borges, Il manoscritto di Brodie
- 375. Marcel Jouhandeau, Cronache maritali
- 376. Georges Simenon, Il viaggiatore del giorno dei Morti
- 377. Tommaso Landolfi, LA BIERE DU PECHEUR
- 378. Ivy Compton-Burnett, Un'eredità e la sua storia
- 379. Louis Ginzberg, Le leggende degli ebrei, III
- 380. Pistis Sophia, a cura di Luigi Moraldi
- 381. Cristina Campo, Lettere a Mita
- 382. Jorge Luis Borges, L'artefice

### 2000
- 383. Nikolaj Gogol', Racconti di Pietroburgo
- 384. Leo Perutz, Turlupin
- 385. Vladimir Nabokov, Ada o ardore
- 386. Ernst Jünger, Al muro del tempo
- 387. Leonardo Sciascia, Per un ritratto dello scrittore da giovane
- 388. Sándor Márai, La recita di Bolzano
- 389. W. Somerset Maugham, La diva Julia
- 390. Wystan Hugh Auden, Lo scudo di Perseo
- 391. Jorge Luis Borges, Altre inquisizioni
- 392. Georges Simenon, Gli intrusi
- 393. Henry Miller, Il colosso di Marussi
- 394. J.M. Coetzee, La vita degli animali
- 395. Henry de Montherlant, Le ragazze da marito
- 396. James Hillman, La forza del carattere
- 397. Czesław Miłosz, La terra di Ulro
- 398. Igino, Miti
- 399. William Faulkner, Mentre morivo
- 400. Rudyard Kipling, Kim
- 401. Giorgio Manganelli, Salons

### 2001
- 402. Aldo Buzzi e Saul Steinberg, Riflessi e ombre
- 403. Vladimir Nabokov, La difesa di Lužin
- 404. Roberto Calasso, La letteratura e gli dèi
- 405. Jeremias Gotthelf, Kurt di Koppigen
- 406. Aleksandr Puškin, Poemi e liriche
- 407. W. Somerset Maugham, Acque morte
- 408. Derek Walcott, Prima luce
- 409. Georges Simenon, In caso di disgrazia
- 410. Jorge Luis Borges, Inquisizioni
- 411. E.M. Cioran, Quaderni 1957-1972
- 412. Varlam Šalamov, La quarta Vologda
- 413. William Faulkner, Assalonne, Assalonne!
- 414. Qohélet. Colui che prende la parola, a cura di Guido Ceronetti
- 415. Soma Morgenstern, Fuga e fine di Joseph Roth
- 416. Rudyard Kipling, «Loro»
- 417. Knut Hamsun, Pan
- 418. Sándor Márai, I ribelli
- 419. Le lamine d'oro orfiche. Istruzioni per il viaggio oltremondano degli iniziati greci, a cura di Giovanni Pugliese Carratelli

### 2002
- 420. Giorgio Manganelli, Pinocchio: un libro parallelo
- 421. S.Y. Agnon, Una storia comune
- 422. Oliver Sacks, Zio Tungsteno. Ricordi di un'infanzia chimica
- 423. Jonathan Spence, La morte della donna Wang
- 424. W. Somerset Maugham, La luna e sei soldi
- 425. I centomila canti di Milarepa, I, a cura di Roberto Donatoni
- 426. Sándor Márai, Divorzio a Buda
- 427. Georges Simenon, Il primogenito dei Ferchaux
- 428. Paul Valéry, Quaderni, V
- 429. Jorge Luis Borges, Discussione
- 430. Saul Steinberg, Lettere a Aldo Buzzi 1945-1999
- 431. William Faulkner, La grande foresta
- 432. Roberto Calasso, K.
- 433. Tommaso Landolfi, Gogol' a Roma
- 434. Sándor Márai, Truciolo
- 435. Jorge Luis Borges, L'altro, lo stesso
- 436. Vladimir Nabokov, Fuoco pallido

### 2003
- 437. Giorgio Manganelli, Improvvisi per macchina da scrivere
- 438. Gli editti di Asoka, a cura di Giovanni Pugliese Carratelli
- 439. Rudyard Kipling, Puck il folletto
- 440. Louis Ginzberg, Le leggende degli ebrei, IV
- 441. Iosif Aleksandrovič Brodskij, Profilo di Clio
- 442. William Gerhardie, Futilità
- 443. Kāmasūtra, a cura di Wendy Doniger e Sudhir Kakar
- 444. Georges Simenon, La camera azzurra
- 445. Jorge Luis Borges, Finzioni
- 446. Elias Canetti, Un regno di matite. Appunti 1992-1993
- 447. Leo Perutz, Dalle nove alle nove
- 448. Sándor Márai, Confessioni di un borghese
- 449. Sybille Bedford, Il retaggio
- 450. Georges Simenon, Il fidanzamento del signor Hire
- 451. Derek Walcott, Omeros

### 2004
- 452. Alexander Lernet-Holenia, Avventure di un giovane ufficiale in Polonia
- 453. Jorge Luis Borges, Il libro di sabbia
- 454. W. Somerset Maugham, Lo scheletro nell'armadio
- 455. Antonin Artaud, Succubi e supplizi
- 456. Goffredo Parise, Sillabari
- 457. Georges Simenon, Colpo di luna
- 458. Sándor Márai, La donna giusta
- 459. Wisława Szymborska, Discorso all'Ufficio oggetti smarriti. Poesie 1945-2004
- 460. Vladimir Nabokov, Invito a una decapitazione
- 461. Rudyard Kipling, Il ritorno di Puck
- 462. Anna Maria Ortese, La lente scura
- 463. W.G. Sebald, Storia naturale della distruzione
- 464. Alberto Arbasino, Marescialle e libertini
- 465. Jorge Luis Borges, L'oro delle tigri
- 466. Iosif Aleksandrovič Brodskij, Poesie di Natale
- 467. Les Murray, Un arcobaleno perfettamente normale

### 2005
- 468. René Daumal e Roger Gilbert-Lecomte, Le Grand Jeu
- 469. Georges Simenon, Luci nella notte
- 470, Nonno di Panopoli, Le Dionisiache, vol. III (Canti 25-36)
- 471. James Hillman, Un terribile amore per la guerra
- 472. Milan Kundera, Il sipario
- 473. Joseph Roth, Il Caffè dell'Undicesima Musa
- 474. W. Somerset Maugham, Il filo del rasoio
- 475. Goffredo Parise, Quando la fantasia ballava il «boogie»
- 476. Sándor Márai, Terra, terra!...
- 477. Georges Simenon, L'orologiaio di Everton
- 478. Robert de Boron, Il Libro del Graal
- 479. Stefan Zweig, Momenti fatali
- 480. Aleksandr Puškin, Teatro e Favole
- 481. William Faulkner, Il borgo
- 482. Irène Némirovsky, Suite francese
- 483. Mervyn Peake, Gormenghast
- 484. Elias Canetti, Party sotto le bombe
- 485. Jorge Luis Borges, Prologhi. Con un prologo ai prologhi
- 486. Derek Walcott, Il levriero di Tiepolo

### 2006
- 487. Elizabeth Bishop, Miracolo a colazione
- 488. Alexander Lernet-Holenia, Un sogno in rosso
- 489. Georges Simenon, Cargo
- 490. Wisława Szymborska, Letture facoltative
- 491. W. Somerset Maugham, Il velo dipinto
- 492. I detti di Confucio, a cura di Simon Leys e Carlo Laurenti
- 493. Irène Némirovsky, David Golder
- 494. Goffredo Parise, Il ragazzo morto e le comete
- 495. Sándor Márai, La sorella
- 496. Georges Simenon, Il clan dei Mahé
- 497. Michail Lermontov, Liriche e poemi
- 498. Vladimir Nabokov, Disperazione
- 499. William Faulkner, Santuario
- 500. Roberto Calasso, Il rosa Tiepolo
- 501. Wystan Hugh Auden, Lezioni su Shakespeare
- 502. Jorge Luis Borges e Margarita Guerrero, Il libro degli esseri immaginari
- 503. Evelyn Waugh, Etichette
- 504. Gottfried Benn, Lettere a Oelze 1932-1945

### 2007
- 505. Rudyard Kipling, La Città della tremenda notte
- 506. Georges Simenon, Il piccolo libraio di Archangelsk
- 507. Adam Zagajewski, Tradimento
- 508. Irène Némirovsky, Jezabel
- 509. W. Somerset Maugham, Schiavo d'amore
- 510. Cristina Campo, Caro Bul. Lettere a Leone Traverso (1953-1967)
- 511. Sándor Márai, L'isola
- 512. Georges Simenon, Il Presidente
- 513. Wystan Hugh Auden e Christopher Isherwood, Viaggio in una guerra
- 514. Jorge Luis Borges, La misura della mia speranza
- 515. E.M. Cioran, Confessioni e anatemi
- 516. William Faulkner, Luce d'agosto
- 517. Sybille Bedford, Una visita a Don Otavio

### 2008
- 518. Georges Simenon, Il treno
- 519. O. V. de L. Milosz, Sinfonia di Novembre e altre poesie
- 520. Vladimir Nabokov, Una bellezza russa e altri racconti
- 521. Irène Némirovsky, I cani e i lupi
- 522. Oliver Sacks, Musicofilia
- 523. Mario Brelich, Giuditta
- 524. Thomas Browne, Religio Medici
- 525. Sándor Márai, Liberazione
- 526. Georges Simenon, Senza via di scampo
- 527. Rudyard Kipling, I figli dello Zodiaco
- 528. W. Somerset Maugham, Ashenden o L'agente inglese
- 529. Simone Weil, Attesa di Dio
- 530. Robert Walser, Il brigante
- 531. Roberto Calasso, La Folie Baudelaire
- 532. William Faulkner, La paga dei soldati
- 533. Isaiah Berlin, A gonfie vele. Lettere 1928-1946
- 534. Vasilij Grossman, Vita e destino

### 2009
- 535. Georges Simenon, Le campane di Bicêtre
- 536. Irène Némirovsky, I doni della vita
- 537. Patrick Leigh Fermor, Tempo di regali
- 538. Milan Kundera, Un incontro
- 539. Igino, Mitologia astrale
- 540. François Mauriac, Thérèse Desqueyroux
- 541. Sándor Márai, L'ultimo dono. Diari 1984-1989
- 542. Joseph Roth, Al bistrot dopo mezzanotte
- 543. Georges Simenon, La finestra dei Rouet
- 544. S.Y. Agnon, La leggenda dello scriba e altri racconti
- 545. W.G. Sebald, Secondo natura
- 546. John Ruskin, Gli elementi del disegno
- 547. Jorge Luis Borges, Il prisma e lo specchio. Testi ritrovati (1919-1929)
- 548. Derek Walcott, Isole. Poesie scelte (1948-2004)
- 549. William Faulkner, Pilone
- 550. Alexander Pope, Il ratto del ricciolo
- 551. Vladimir Nabokov, L'originale di Laura
- 552. Mervyn Peake, Via da Gormenghast

### 2010
- 553. Georges Simenon, Il ranch della Giumenta perduta
- 554. Inoue Yasushi, Ricordi di mia madre
- 555. Irène Némirovsky, Due
- 556. Goffredo Parise, Il prete bello
- 557. Leonardo Sciascia, Il fuoco nel mare. Racconti dispersi (1947-1975)
- 558. Vladimir Pozner, Tolstoj è morto
- 559. Georges Simenon, Corte d'Assise
- 560. Varlam Šalamov, Višera
- 561. Alexander Lernet-Holenia, Ero Jack Mortimer
- 562. W. Somerset Maugham, Honolulu e altri racconti
- 563. Roberto Calasso, L'ardore
- 564. Sándor Márai, Il sangue di san Gennaro
- 565. Vladimir Nabokov, Parla, ricordo
- 566. John Maynard Keynes, Sono un liberale?
- 567. Czesław Miłosz, Abbecedario

### 2011
- 568. Georges Simenon, La fuga del signor Monde
- 569. Irène Némirovsky, Il vino della solitudine
- 570. Giorgio Manganelli, Ti ucciderò, mia capitale
- 571. Gabriel Chevallier, La paura
- 572. Vasilij Grossman, Il bene sia con voi!
- 573. Tommaso Landolfi, Viola di morte
- 574. Sándor Márai, Il gabbiano
- 575. Georges Simenon, L'assassino
- 576. Vladimir Nabokov, L'incantatore
- 577. Evelyn Waugh, In Abissinia
- 578. Carlo Emilio Gadda, Accoppiamenti giudiziosi
- 579. Irène Némirovsky, Il signore delle anime
- 580. Rudyard Kipling, Storie proprio così
- 581. Oliver Sacks, L'occhio della mente
- 582. Maurice Sachs, Il Sabba

### 2012
- 583. Cristina Campo, Il mio pensiero non vi lascia. Lettere a Gianfranco Draghi e ad altri amici del periodo fiorentino
- 584. Czesław Miłosz, Trattato poetico
- 585. Georges Simenon, Il destino dei Malou
- 586. Leo Perutz, Il Maestro del Giudizio universale
- 587. Osip Mandel'štam, Il rumore del tempo e altri scritti
- 588. Irène Némirovsky, I falò dell'autunno
- 589. W. Somerset Maugham, Storie ciniche
- 590. Adam Zagajewski, Dalla vita degli oggetti. Poesie 1983-2005
- 591. Georges Simenon, I complici
- 592. Carlo Emilio Gadda, L'Adalgisa. Disegni milanesi
- 593. Tommaso Landolfi, Diario perpetuo. Elzeviri 1967-1978
- 594. Hermann Hesse, Siddhartha
- 595. Vladimir Nabokov, Guarda gli arlecchini!
- 596. W.G. Sebald, Soggiorno in una casa di campagna
- 597. Irène Némirovsky, La preda
- 598. Misia Sert, Misia

### 2013
- 599. Carlo Emilio Gadda, Verso la Certosa
- 600. Georges Simenon, Le signorine di Concarneau
- 601. Derek Walcott, La voce del crepuscolo
- 602. I.J. Singer, La famiglia Karnowski
- 603. Irène Némirovsky, Una pedina sulla scacchiera
- 604. Sándor Márai, Sindbad torna a casa
- 605. Joseph Conrad, Il caso
- 606. W. Somerset Maugham, Una donna di mondo e altri racconti
- 607. Georges Simenon, Faubourg
- 608. Giorgio Manganelli, Cina e altri Orienti
- 609. Oliver Sacks, Allucinazioni
- 610. Irène Némirovsky, Film parlato e altri racconti
- 611. Mario Praz, Il patto col serpente
- 612. Nina Cassian, C'è modo e modo di sparire
- 613. Vladimir Nabokov, Un mondo sinistro
- 614. Fernando Pessoa, Poesie di Fernando Pessoa
- 615. Patrick Leigh Fermor, Fra i boschi e l'acqua

### 2014
- 616. Simone Weil, La rivelazione greca
- 617. Georges Simenon, I fratelli Rico
- 618. Elizabeth Bishop e Robert Lowell, Scrivere lettere è sempre pericoloso. Corrispondenza 1947-1977
- 619. Wallace Stevens, Aurore d'autunno
- 620. I.J. Singer, Yoshe Kalb
- 621. William Faulkner, Foglie rosse e altri racconti
- 622. Alberto Arbasino, Ritratti italiani
- 623. Henry Miller, I libri della mia vita
- 624. Georges Simenon, I clienti di Avrenos
- 625. Andrej Belyj, Pietroburgo, a cura di Angelo Maria Ripellino
- 626. Irène Némirovsky, L'Orchessa e altri racconti
- 627. Louis Ginzberg, Le leggende degli ebrei, V
- 628. Tommaso Landolfi, Il tradimento
- 629. Vladimir Nabokov, Nikolaj Gogol'

### 2015
- 630. Oliver Sacks, Diario di Oaxaca
- 631. Georges Simenon, Il pensionante
- 632. Hugo Ball, Cristianesimo bizantino
- 633. I.J. Singer, La pecora nera
- 634. Astolphe de Custine, Lettere dalla Russia
- 635. Vasilij Grossman, Uno scrittore in guerra
- 636. Patrick Leigh Fermor, La strada interrotta
- 637. Georges Simenon, Il grande male
- 638. Józef Czapski, Proust a Grjazovec
- 639. Aleksandr Lurija, Un mondo perduto e ritrovato
- 640. Oliver Sacks, In movimento
- 641. Benedetto Croce, Poeti e scrittori d'Italia
- 642. Derek Walcott, Egrette bianche
- 643. Jean Renoir, Renoir, mio padre
- 644. Tommaso Landolfi, I russi
- 645. Carlo Emilio Gadda, Il Guerriero, l'Amazzone, lo Spirito della poesia nel verso immortale del Foscolo

### 2016
- 646. Georges Simenon, La scala di ferro
- 647. Leonardo Sciascia, Fine del carabiniere a cavallo
- 648. Guido Ceronetti, Per le strade della Vergine
- 649. Vladimir Nabokov, Una risata nel buio
- 650. Roberto Calasso, Il Cacciatore Celeste
- 651. J.R. Ackerley, Vacanza indù
- 652. I.J. Singer, Acciaio contro acciaio
- 653. Georges Simenon, Il passeggero del Polarlys
- 654. Louis Ginzberg, Le leggende degli ebrei, VI
- 655. Zbigniew Herbert, L'epilogo della tempesta
- 656. Robert Graves, Addio a tutto questo
- 657. August Strindberg. L'arringa di un pazzo
- 658. Carlo Emilio Gadda, Eros e Priapo
- 659. Tommaso Landolfi, Des mois
- 660. Alberto Arbasino, Ritratti e immagini
- 661. Leo Perutz, La Neve di San Pietro

### 2017
- 662. Georges Simenon, La casa dei Krull
- 663. Alexander Lernet-Holenia, Due Sicilie
- 664. Charles Simić, La vita delle immagini
- 665. Antonin Artaud, Scritti di Rodez
- 666. Sándor Márai, Volevo tacere
- 667. Anton Čechov, L'isola di Sachalin
- 668. Georges Simenon, Il Sorcio
- 669. Theodore F. Powys, Il buon vino del signor Weston
- 670. Elias Canetti, Il libro contro la morte
- 671. Carlo Emilio Gadda, La cognizione del dolore
- 672. Vladimir Nabokov, La gloria
- 673. Giorgio Manganelli, Discorso dell'ombra e dello stemma
- 674. Roberto Calasso, L'innominabile attuale
- 675. Aldo Manuzio, Lettere prefatorie a edizioni greche
- 676. I.B. Singer, Keyla la Rossa
- 677. Jorge Luis Borges, Elogio dell'ombra
- 678. Pierre Klossowski, Il Bafometto
- 679. Iosif Brodskij, E così via

### 2018
- 680. Georges Simenon, Il fondo della bottiglia
- 681. Knud Rasmussen, Aua
- 682. Oliver Sacks, Il fiume della coscienza
- 683. Blaise Cendrars, Moravagine
- 684. Isaac Bashevis Singer, Satana a Goraj
- 685. Georges Simenon, Le persiane verdi
- 686. Leonora Carrington, La debuttante
- 687. Vladimir Nabokov, Lezioni di letteratura
- 688. Pierre Klossowski, Il bagno di Diana
- 689. Isaac Bashevis Singer, Nemici. Una storia d'amore
- 690. Carlo Emilio Gadda, Quer pasticciaccio brutto de via Merulana
- 691. Daniel Halévy, Degas parla

### 2019
- 692. Georges Simenon, Il sospettato
- 693. Sylvia Townsend Warner, Il cuore vero
- 694. René Daumal, Lanciato dal pensiero
- 695. Viktor Šklovskij, Viaggio sentimentale
- 696. W. B. Yeats, Magia
- 697. Georges Simenon, Marie la strabica
- 698. Carlo Emilio Gadda, Divagazioni e garbuglio
- 699. Isaac Bashevis Singer, Il ciarlatano
- 700. Roberto Calasso, Il libro di tutti i libri
- 701. Oliver Sacks, Ogni cosa a suo posto
- 702. Lazarillo de Tormes
- 703. Pavel Muratov, Immagini dell'Italia

### 2020
- 704. Nonno di Panopoli, Le Dionisiache, vol. IV (Canti 37-48)
- 705. Walter Benjamin-Gershom Scholem, Archivio e camera oscura. Carteggio 1932-1940, ediz. a cura di Saverio Campanini
- 706. Hermann Broch, I sonnambuli, vol. I: 1888 · Pasenow o il romanticismo
- 707. Georges Simenon, Il signor Cardinaud
- 708. Giorgio Manganelli, Concupiscenza libraria
- 709. Ivan Bunin, Il signore di San Francisco e altri racconti
- 710. Georges Simenon, I superstiti del Télémaque
- 711. Isaac Bashevis Singer, Il Mago di Lublino
- 712. William Somerset Maugham, Il mago
- 713. Jean-Henri Fabre, Ricordi di un entomologo. Volume primo
- 714. Roberto Calasso, La Tavoletta dei Destini
- 715. Baltasar Gracián, Oracolo portatile ovvero l'arte della prudenza, trad. e note di Giulia Poggi, con un saggio di Marc Fumaroli

### 2021
- 716. Georges Simenon, La fattoria del Coup-de-Vague, trad. di Simona Mambrini
- 717. Cesare Pavese, Dialoghi con Leucò, Introduzione di Giulio Guidorizzi, Con una conversazione tra Carlo Ginzburg e Giulia Boringhieri
- 718. Vladimir Nabokov, Lezioni di letteratura russa, A cura di Cinzia De Lotto e Susanna Zinato
- 719. Isaac Bashevis Singer, Ombre sullo Hudson, trad. di Valentina Parisi, a cura di Elisabetta Zevi
- 720. Pavel Muratov, Immagini dell'Italia II, trad. di Alessandro Romano, a cura di Rita Giuliani
- 721. Georges Simenon, La mano, trad. di Simona Mambrini
- 722. Miron Białoszewski, Memorie dell’insurrezione di Varsavia, a cura di Luca Bernardini
- 723. William Somerset Maugham, Taccuino di uno scrittore, trad. di Gianni Pannofino
- 724. Gilgamesh, edizione a cura di Andrew George, trad. di Svevo D'Onofrio
- 725. Gottfried Benn, Doppia vita, a cura di Amelia Voltolina, con un saggio di Roberto Calasso
- 726. John Keats, La valle dell'anima. Lettere scelte 1815-1820, a cura di Alessandro Gallenzi
- 727. Jean-Henri Fabre, Ricordi di un entomologo. Volume II, trad. di Laura Frausin Guarino

### 2022
- 728. Giorgio Manganelli, Altre concupiscenze, a cura di Salvatore Silvano Nigro
- 729. Robert Frost, Fuoco e ghiaccio. Poesie, trad. Silvia Bre, a cura di Ottavio Fatica
- 730. Georges Simenon, Il dottor Bergelon, trad. Laura Frausin Guarino
- 731. Vasilij Grossman, Stalingrado, trad. Claudia Zonghetti, a cura di Robert Chandler e Jurij Bit-Junan
- 732. Robert Walser, L'assistente, trad. di Cesare De Marchi
- 733. Isaac Bashevis Singer, Un amico di Kafka, trad. di Katia Bagnoli
- 734. Irène Némirovsky, Tempesta in giugno, trad. di Laura Frausin Guarino e Teresa Lussone
- 735. Georges Simenon, Le sorelle Lacroix, trad. di Federica e Lorenza Di Lella
- 736. Alexander Lernet-Holenia, Il conte Luna, trad. di Giovanna Agabio
- 737. Winfried Georg Sebald, Tessiture di sogno, trad. di Ada Vigliani
- 738. Vladimir Nabokov, Mašen’ka, trad. di Franca Pece
- 739. William Faulkner, Non si fruga nella polvere, trad. di Roberto Serrai
- 740. Pietro Citati, La ragazza dagli occhi d'oro

### 2023
- 741. Carlo Emilio Gadda, Giornale di guerra e di prigionia, a cura di Paola Italia, con una nota di Eleonora Cardinale
- 742. Georges Simenon, L'orsacchiotto, trad. di Laura Frausin Guarino
- 743. Józef Czapski, La terra inumana, trad. di Andrea Ceccherelli e Tullia Tullianova, postfazione e cura di A. Ceccherelli
- 744. Hermann Broch, I sonnambuli. Vol. II. 1903 • Esch o l’anarchia, trad. di Ada Vigliani, con due scritti di Elias Canetti
- 745. Patrick Leigh Fermor, I violini di Saint-Jacques, trad. di Daniele V. Filippi
- 746. Jean-Henri Fabre, Ricordi di un entomologo, Vol. III, trad. di Francesco Bergamasco
- 747. Isaac Bashevis Singer, Max e Flora, trad. di Elisabetta Zevi
- 748. Louis-Ferdinand Céline, Guerra, trad. di Ottavio Fatica, a cura di Pascal Fouché, con una premessa di François Gibault
- 749. Giorgio Manganelli, Emigrazioni oniriche, a cura di Andrea Cortellessa
- 750. Georges Simenon, Delitto impunito, trad. di Simona Mambrini
- 751. Carlo Emilio Gadda, I viaggi la morte, a cura di Mariarosa Bricchi
- 752. Ingeborg Bachmann, Invocazione all'Orsa Maggiore, edizione con testo a fronte a cura di Luigi Reitani, con una nota di Hans Höller
- 753. Gontran de Poncins, Kabloona. L'uomo bianco, disegni e fotografie dell’autore, con la collaborazione di Lewis Galantière, trad. di Marco Rossari

### 2024
- 754. Georges Simenon, La prigione (La Prison, 1968), trad. di Simona Mambrini
- 755. Israel Joshua Singer, La nuova Russia (Nay-Rusland (bilder fun a rayze), 1928), trad. di Marina Morpurgo, a cura di Elisabetta Zevi, con una nota di Francesco Matteo Cataluccio
- 756. Peské Marty, Qui il sentiero si perde (Ici le chemin se perd, 1955), Nota di Jean-Pierre Sicre (del 1985), trad. di Daniele Petruccioli
- 757. Vasilij Grossman, Il popolo é immortale, traduzione di Claudia Zonghetti, a cura di Robert Chandler e Julija Volochova
- 758. Roberto Calasso, Opera senza nome
- 759. Elias Canetti, Processi. Su Franz Kafka (Prozesse. Über Franz Kafka, 2019), trad. di Renata Colorni e Ada Vigliani, a cura di Susanne Lüdemann e Kristian Wachinger
- 760. Georges Simenon, La porta (La Porte, 1962), trad. di Laura Frausin Guarino
- 761. Peter Flamm,[1] Io? (Ich?, 1926) trad. di Margherita Belardetti, Nota di Manfred Posani Löwenstein
- 762. Sándor Márai, Bébi, il primo amore (Bébi, vagy az első szerelem, 1928), trad. di Laura Sgarioto
- 763. Leo Perutz, La terza pallottola (Die dritte Kugel, 1915), trad. di Margherita Belardetti
- 764. Emile Cioran, Il crepuscolo dei pensieri (Amurgul gândurilor, 1940), trad. di Cristina Fantechi
- 765. Georges Simenon, Malempin (1940), trad. di Francesco Tatò
- 766. Isaac Bashevis Singer, Alla corte di mio padre (1956, מיין טאטנ'ס בית דין שטוב), trad. di Silvia Pareschi, a cura di Elisabetta Zevi
- 767. Carlo Emilio Gadda, Il castello di Udine (1934)
- 768. Varlam Šalamov, Tra le bestie la più feroce è l'uomo, trad. di Claudia Zonghetti, a cura di Irina Sirotinskaja

### 2025
- 769. Irène Némirovsky, Il Carnevale di Nizza e altri racconti, trad. e cura di Teresa Lussone
- 770. Georges Simenon, Il Grande Bob (Le Grand Bob, 1954), trad. di Simona Mambrini